# Fred Leslie
Frederick Weldon Leslie (Ancón, 19 de dezembro de 1951) é um astronauta norte-americano nascido no Panamá.
Formado em engenharia e meteorologia, começou a trabalhar na NASA em1980, como cientista pesquisador, trabalhando em estudos sobre a ciência de fluidos, composição atmosférica de planetas extra-terrestres e efeitos da microgravidade sobre os humanos. Em 1987, tornou-se chefe do Departamento de Dinâmica de Fluidos, conduzindo experiências com mais de um dúzia de cientistas também pertencentes a esta seção da NASA.
Em 1992, atuou como principal responsável em Terra pela experiências científicas levadas a termo no Spacelab transportados na missão STS-47 Endeavour, coordenando junto aos astronautas a bordo a realização de mais quarenta experiências americanas e japonesas sobre crescimento de cristais, dinâmica de fluidos e biologia, durante a missão de oito dias.
Selecionado para o grupo de astronautas da Agência em 1994, Leslie foi ao espaço em 20 de outubro de 1995, comoespecialista de carga da missão STS-73 Columbia, uma missão de dezesseis dias de duração, que realizou experiências ligadas a ciências de materiais e de combustão, biotecnologia e física de fluidos, contidas no módulo Spacelab, transportado pelo ônibus espacial no compartimento de carga.